# 에릭 베치그
로버트 에릭 베치그(Robert Eric Betzig, 1960년 1월 13일 ~ )는 미국의 물리학자이다. 2014년에 초고해상도 형광현미경을 개발한 공로로 슈테판 헬, 윌리엄 머너와 함께 노벨 화학상을 수상했다.

## 수상 경력
- 2014년 : 노벨 화학상